# El Bollo
El Bollo (O Bolo oficialmente, en gallego) es un municipio español de la provincia de Orense en Galicia. Perteneciente a la comarca de Valdeorras, cuenta con una población de 792 habitantes (INE 2024).

## Historia
La villa fue llamada en la antigüedad Volobriga. A finales del siglo XIV perteneció al noble Pedro Enríquez de Castilla, nieto del rey Alfonso XI de Castilla y también conde de Trastámara, de Lemos, de Sarria, de Viana y de El Bollo, condestable de Castilla, pertiguero mayor de Santiago y comendero mayor del obispado de Mondoñedo y de otros muchos monasterios gallegos. El conde Pedro ya aparecía en un documento de mayo de 1372 expedido en la ciudad de Santiago de Compostela, y es citado por Eduardo Pardo de Guevara y Valdés, con los títulos de «conde de Trastámara, de Lemos e de Sarria, del Bollo e de Viana, e señor de Robreda e pertiguero mayor de Santiago».
A la muerte del conde Pedro Enríquez, que falleció en la ciudad de Orense el 2 de mayo de 1400, su hijo Fadrique Enríquez de Castilla heredó los condados de Trastámara y Lemos y el señorío de Sarria, entre otros muchos, como señaló Franco Silva. También heredó el título de conde de Viana y El Bollo y llegó a ser duque de Arjona, pertiguero mayor de Santiago y señor de Ponferrada y Villafranca de Valcárcel.
En 1429 el duque Fadrique fue apresado por orden del rey Juan II de Castilla y despojado de todos sus títulos y posesiones, y murió a finales de marzo de 1430 en el castillo de Peñafiel con sospechas de haber sido asesinado por orden del rey Juan II de Castilla, aunque otros afirman que murió por causas naturales.

## Geografía humana

### Demografía
El Bollo tiene una población de 792 habitantes (INE 2024).
| Gráfica de evolución demográfica de El Bollo entre 1842 y 2021 |
| |
| Población de derecho según los censos de población del INE Población de hecho según los censos de población del INEEn estos censos se denominaba Bollo: 1842, 1857 y 1860 En estos censos se denominaba Bollo, El: 1877, 1887, 1897, 1900, 1910, 1920, 1930, 1940, 1950, 1960, 1970 y 1981 |

### Organización territorial
El municipio está formado por veintiocho entidades de población, una (Outardepregos) administrada directamente por el municipio y las otras veintisiete distribuidas en dieciocho parroquias:
- Buján[22] (Santa María)[23]
- Cambela (Santa María)
- Celavente (San Juan)[24]
- Chandoiro (San Ramón)
- Chao de Castro (San Martín)[25]
- El Bollo[22] (Santa María)[26]
- El Seijo[27] (Santo Ángel)[28]
- Fornelos (San Bartolomé)[29]
- Java[27] (San Salvador)[30]
- Las Ermitas[27]
- Lentellais (San Simón)
- Paradela (San Sebastián)
- San Martín[27][31]
- Santa Cruz
- Teixido (San Marcos)
- Tuje[27] (San Pedro)[32]
- Valdanta (Santa María)
- Villaseco[27](San Donato)[33]

## Patrimonio

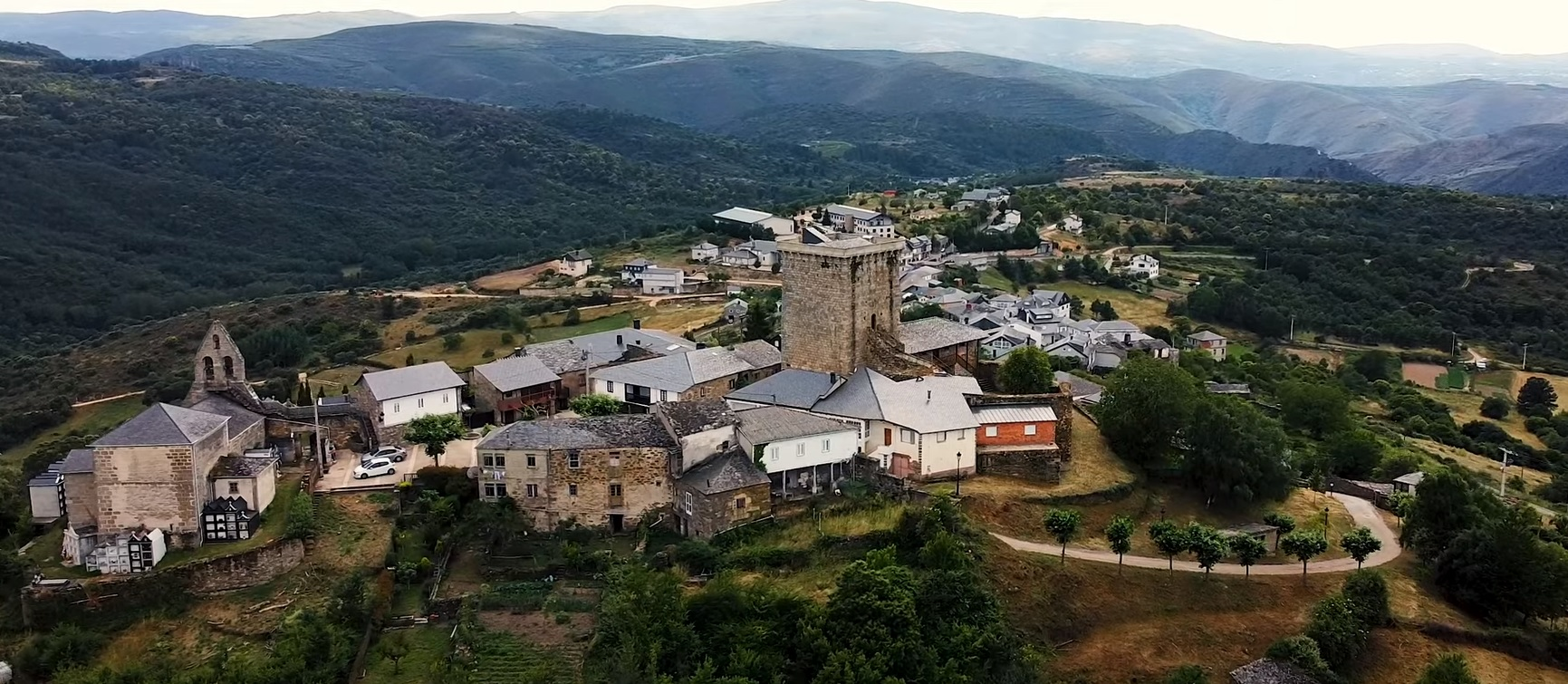
Vista general de El Bollo

### Castillo
Hasta el siglo XVIII permaneció en pie un castillo construido a finales del siglo XV, que probablemente se edificó sobre otro anterior destruido durante la revuelta de los Irmandiños. Contaba de una ancha muralla circular jalonada de torreones, la torre de Homenaje y con algunas dependencias más.
Pero en la actualidad, del castillo sólo queda la Torre del homenaje y restos de cubos y lienzos de muralla. La torre restaurada, es de planta cuadrada, mide 18 metros de altura y  10 metros de lado.